# Алесандро Волта
Алесандро Волта (на италиански: Alessandro Giuseppe Antonio Anastasio Volta) е италиански учен – физик и химик, граф.

## Биография
Роден е на 18 февруари 1745 година в Комо, Миланско херцогство, в аристократично семейство. Той е четвъртото дете в семейството на Филипо Волта и съпругата му Мадалена. Когато е на 7-годишна възраст, баща му умира и грижите за него поема чичо му, който се заема с неговото обучение, преподавайки му латински, аритметика и история. През 1757 г. Волта е изпратен да учи в йезуитско училище, с цел да стане адвокат, но много скоро разбира, че повече го интересуват физичните и химични явления. Ентусиазиран от тях, пише първото си научно произведение, озаглавено „De vi attractiva ignis electrici ac phaenomenis inde pendentibus“ („Атрактивната сила на електрическия огън“), с която привлича вниманието на научните среди.
През 1774 г. става учител по физика в родния си град, където се посвещава на провеждането на различни експерименти. През 1775 г. изработва „електрофор“ – уред, с който се произвежда статично електричество. Следващите две години се занимава с химия на газовете и открива газа метан.
През 1779 г. Волта става професор по експериментална физика в университета в Павия. Този пост той заема през следващите 40 години. През 1781 г. построява първия електроскоп. Той открива явлението контактна потенциална разлика, изобретява електрическия кондензатор, дава проект за телеграф. Изследва също и топлинното разширяване на въздуха.
Около 1800 г. открива и изработва първата електрическа батерия, съставена се от редуващи се един върху друг медни и цинкови дискове, разделени с накиснато в солен разтвор кече. Това е първата и десетилетия наред единствена батерия – източник на постоянно ЕДН. Подобен източник например използвал Майкъл Фарадей в прочутите си опити, с които открил явлението електромагнитна индукция.
През 1810 г. Наполеон му дава титлата граф.
Волта умира на 5 март 1827 година в родния си град на 82-годишна възраст.

## Памет
- През 1897 г. на негово име е наречена единицата за електрично напрежение – волт. Той открива, че винаги може да се получи „електрическа сила“, когато два различни метала се поставят в проводяща течност.
- Преди въвеждането на еврото в Италия ликът на Волта е изобразен на банкнотата от 10 000 лири.